# PRIDE.28
PRIDE.28（プライド・トゥウェンティエイト）は、日本の総合格闘技イベント「PRIDE」の大会の一つ。2004年（平成16年）10月31日、埼玉県さいたま市のさいたまスーパーアリーナで開催された。海外PPVでの大会名は「PRIDE 28: High Octane」。

## 大会概要
メインイベントのミドル級タイトルマッチでは、ヴァンダレイ・シウバが膝蹴りでKO勝ちを収め3度目の王座防衛に成功した。ミルコ・クロコップとジョシュ・バーネットの試合は、ジョシュの左肩脱臼というアクシデントでミルコの勝利に終わった。また、ヒース・ヒーリングはこの大会を最後にPRIDEとの契約が終了した。
無差別級キング・オブ・パンクラシストジョシュ・バーネット、キャリア7戦全勝のソア・パラレイがPRIDEデビュー。

## 試合結果
第1試合 PRIDEルール 1R10分、2・3R5分
○  ヒース・ヒーリング vs.  横井宏考 ×
1R 1:55 TKO（レフェリーストップ：グラウンドの膝蹴り）
第2試合 PRIDEルール 1R10分、2・3R5分
○  チェ・ム・ベ vs.  ソア・パラレイ ×
2R 4:54 スリーパーホールド
第3試合 PRIDEルール 1R10分、2・3R5分
○  ヒカルド・アローナ vs.  セルゲイ・イグナチェフ ×
1R 8:37 スリーパーホールド
第4試合 PRIDEルール 1R10分、2・3R5分
○  エメリヤーエンコ・アレキサンダー vs.  ジェームス・トンプソン ×
1R 0:12 KO（左フック）
第5試合 PRIDEルール 1R10分、2・3R5分
○  アリスター・オーフレイム vs.  金原弘光 ×
2R 3:52 TKO（ドクターストップ：鼻骨骨折）
第6試合 PRIDEルール 1R10分、2・3R5分
○  マーク・ハント vs.  ダン・ボビッシュ ×
1R 6:23 TKO（レフェリーストップ：左ミドルキック）
第7試合 PRIDEルール 1R10分、2・3R5分
○  ダン・ヘンダーソン vs.  中村和裕 ×
1R 1:15 TKO（レフェリーストップ：左肩の脱臼）
第8試合 PRIDEルール 1R10分、2・3R5分
○  ミルコ・クロコップ vs.  ジョシュ・バーネット ×
1R 0:46 ギブアップ（左肩の脱臼）
第9試合 PRIDEミドル級タイトルマッチ 1R10分、2・3R5分
○  ヴァンダレイ・シウバ vs.  クイントン・"ランペイジ"・ジャクソン ×
2R 3:26 KO（膝蹴り）
※シウバが王座の3度目の防衛に成功。